# Raymond Poisson (duchowny)
Raymond Poisson (ur. 30 kwietnia 1958 w Saint-Hyacinthe) – kanadyjski duchowny katolicki, biskup Saint-Jérôme w latach 2019–2022. W latach 2020–2022 ponadto piastujował funkcję biskupa diecezji Mont-Laurier, która była połączona unią personalną z tamtą drugą. Biskup Saint-Jérôme-Mont-Laurier od 2022.

## Życiorys

### Prezbiterat
Święcenia kapłańskie przyjął 9 grudnia 1983. Inkardynowany do diecezji Saint-Jean-Longueuil, pracował głównie jako duszpasterz parafialny (m.in. w parafii św. Jerzego w Saint-Jean-sur-Richelieu i w konkatedrze).

### Episkopat
1 maja 2012 został mianowany biskupem pomocniczym diecezji Saint-Jérôme oraz biskupem tytularnym Gegi. Sakry biskupiej udzielił mu 15 czerwca 2012 ówczesny ordynariusz Saint-Jérôme - Pierre Morissette.
8 września 2015 papież Franciszek mianował go biskupem ordynariuszem diecezji Joliette.
18 maja 2018 został przeniesiony na urząd biskupa koadiutora diecezji Saint-Jérôme. Rządy w diecezji objął 21 maja 2019, po przejściu na emeryturę poprzednika.
1 czerwca 2020 w związku z decyzją papieża Franciszka o zawarciu unii personalnej diecezji Saint-Jérôme i diecezji Mont-Laurier został mianowany również biskupem Mont-Laurier.
1 czerwca 2022 w związku z decyzją papieża Franciszka o scaleniu diecezji Mont-Laurier z diecezją Saint-Jérôme został mianowany biskupem Saint-Jérôme-Mont-Laurie.